# Arachnopsita usumacinta
Arachnopsita usumacinta är en insektsart som beskrevs av Desutter-grandcolas 1993. Arachnopsita usumacinta ingår i släktet Arachnopsita och familjen syrsor. Inga underarter finns listade i Catalogue of Life.